# Liesen
Das Dorf Liesen ist Ortsteil von Hallenberg und staatlich anerkannter Erholungsort.

## Geografische Lage
Liesen liegt am östlichen Ausläufer des Rothaargebirges. Es befindet sich im Tal der Liese. Umgeben wird das Dorf von den Bergen Sellerberg und Steinschab, die zusammen den „Lieser Wald“ bilden, an westlicher Seite und Brasenberg an östlicher Seite. Die Nachbarortschaften sind Hesborn und Hallenberg.

## Geschichte
Die erste urkundliche Erwähnung ist auf das Jahr 1313 datiert. Besonders in der Zeit des Dreißigjährigen Krieges hatte das Dorf, genau wie das Nachbardorf Hesborn, unter Truppenlagerungen der Hessen und Schweden zu leiden.
1746 wurde die erste Kirche in Liesen, die heutige Alte Pfarrkirche St. Thomas, aus Bruchsteinmauerwerk erbaut. Sie verfügte über einen kleinen Saalraum. In den 1950er Jahren wurde die inzwischen als Pfarrkirche dienende, alte Kirche mit ihren 150 Plätzen allmählich zu klein und es entstand der Plan zum Bau einer neuen Kirche, der Anfang der 1960er Jahre realisiert werden konnte. Die in Dorfmitte an der Dorfstraße 22 gelegene alte Pfarrkirche blieb erhalten und dient heute als Pfarrheim. Das Gebäude steht seit Ende 1983 unter Denkmalschutz und ist in die Denkmalliste der Stadt Hallenberg eingetragen.
Am 28. März 1945 erlebte Hallenberg den Durchzug Richtung Medebach flüchtender Wehrmachtsverbände durch den Ort. US-Panzer erreichten am 29. März um 9 Uhr aus Richtung Hallenberg das Dorf. Die US-Soldaten nahmen auf dem Altenfeld einige deutsche Soldaten gefangen. Bis zum Abend kam es zum Durchmarsch von 1515 Fahrzeugen der US-Army Richtung Medebach. Am 30. März überflogen deutsche Me-262 Düsenjäger den Ort. In der Nacht besetzten 40–50 deutsche Soldaten mit drei Sturmgeschützen aus Richtung Züschen den unbesetzten Ort. Zwei US-Panzer, mehrere Jeeps und LKW wurden am nächsten Tag zerstört, als sie das Dorf durchfuhren. Gegen 13 Uhr erfolgte ein Gegenangriff der US-Truppen aus Richtung Westen, welche durch Artilleriebeschuss unterstützt wurde. Durch Maschinengewehrbeschuss erlitten diese US-Soldaten Verluste. Trotzdem mussten die deutschen Soldaten sich wegen der Übermacht zurückziehen. Deutsche Artillerie beschoss nun kurzzeitig das Dorf. Im Dorf wurden während der Kämpfe einige Gebäude beschädigt und die Bevölkerung floh mit ihrem Vieh in die Wälder. Zwei getötete deutsche Soldaten wurden auf dem Dorffriedhof begraben. Beim Dorf waren zwei der drei Sturmgeschütze wegen Motor- bzw. Kettenschaden liegengeblieben. Die Bevölkerung verbrachte die nächsten Tage aus Angst vor Kämpfen in Kellern und in den Wäldern. Am 3. April wurden kurzzeitig fünf Dorfbewohner und sechs russische Zwangsarbeiter gefangen genommen und verhört, weil sie angeblich auf einen US-Soldaten geschossen hatten.
Im Zweiten Weltkrieg fielen 34 Lieser Bürger als Soldaten, davon die meisten an der Ostfront, oder starben in Gefangenschaft.
Im Juni und Juli 1945 kam es zu Überfällen von polnischen und russischen Zwangsarbeitern aus einem Sammellager aus Hallenberg.
Von 1961 bis 1962 erfolgte der Neubau der Kirche St. Thomas der Apostel auf einem Grundstück in Ortsrandlage, am Breidenweg. Der Bau wurde nach den Plänen des Architekten Johannes Reuter senior ausgeführt. Die veranschlagte Bausumme betrug 380.000 Deutsche Mark (DM), ein Anteil von rund 100.000 DM wurde von der Lieser Bevölkerung aufgebracht. Im Juli 1961 erfolgte der erste Spatenstich, im September 1961 die Grundsteinlegung und im Dezember 1961 wurde das Richtfest gefeiert. Fertigstellung und Einweihung der neuen Kirche fanden im Jahr 1962 statt.
Liesen gehörte bis 1974 zum Kreis Brilon. Seit dem 1. Januar 1975 gehört Liesen zur Stadt Hallenberg und somit zum Hochsauerlandkreis.
Im Juli 2012 wurde das 50. Kirchweihfest der Kirche St. Thomas der Apostel in Liesen mit einer Festwoche begangen und einem Festhochamt gefeiert. Weihbischof Manfred Grothe aus Paderborn hielt die Festpredigt.

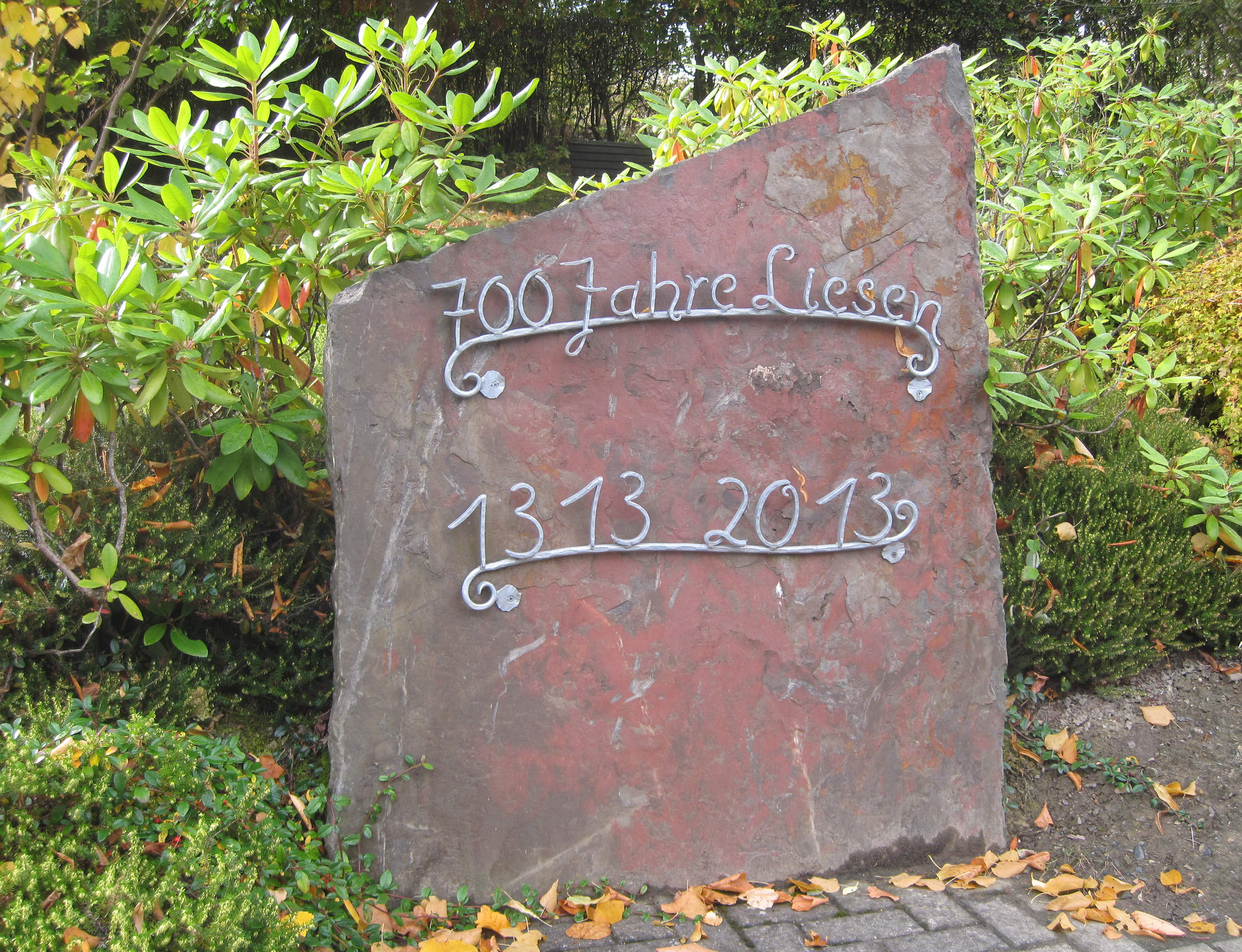
Gedenkstein 700 Jahre Liesen
1333 2013

Im Jahr 2013 feierte das Dorf seine 700-Jahr-Feier mit einem großen Fest, zu dem weit über 3000 Besucher anreisten.

## Verkehr
Der Haltepunkt Liesen lag an der Bahnstrecke Nuttlar–Frankenberg. Der Personenverkehr zwischen Winterberg (Westf) und Allendorf (Eder) wurde am 14. November 1966 eingestellt. Inzwischen ist dieser Abschnitt stillgelegt.

## Persönlichkeiten
- Absalon Heuck (1598–1669), Abt des Klosters Bredelar